# マツダ・パークウェイ
マツダ・パークウェイ (Mazda Parkway) は、マツダから発売されたマイクロバス。主に送迎用（自動車教習所や企業など）として用いられた。車体は西日本車体工業製。

## 初代 AE/VE型（1972-1982年）

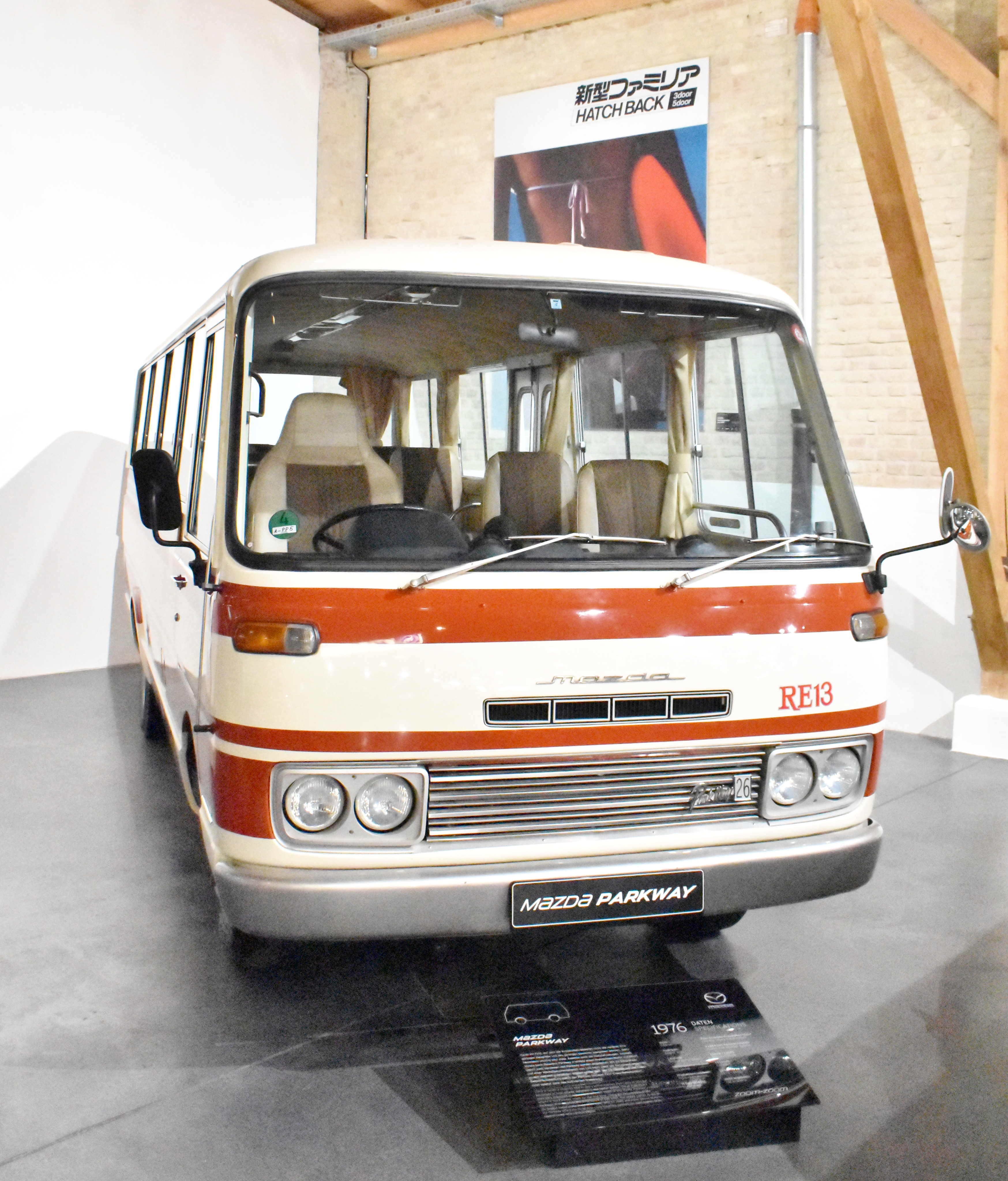
1976年型パークウェイロータリー26
Mazda Classic Automobile Museum Frey（ドイツ・アウグスブルク）所蔵

- 1972年4月 - ライトバスの後継としてパークウェイ26が、クラフト・ライトバスの後継としてパークウェイ18が登場。トラックのタイタンをベースとし、エンジンはガソリンは2000ccのVA型、ディーゼルは2500ccのXA型を搭載。パークウェイ26とパークウェイ18はボディのデザインが異なる。テールランプはパークウェイ26がファミリアロータリークーペから、パークウェイ18はサバンナからそれぞれ流用された。
- 1974年7月 - ロータリーエンジン搭載のパークウェイロータリー26を追加設定。叉、パークウェイ18が生産中止される。
- 1977年11月 - マイナーチェンジ。ディーゼルエンジンを3000ccのHA型に変更。型式もVA型に変更される。マツダのエンブレムもMAZDAから現在のmazdaに変更される。

### パークウェイロータリー26
普通乗用車のルーチェやコスモAPと同型の13B型ロータリーエンジンを搭載している。2835kgという重量にもかかわらず、最高速度120km/hで走行可能である。グレードは26人乗りのDXと、13人乗りのスーパーDXがあった。
マニュアルトランスミッションには、前述の乗用車と同様、低回転域での運転性を改善する「トルクグライド」と称する流体継手が追加されている。これはエンジンストールやノッキングおよびジャダーを防ぐ目的で採用されたもので、トルクコンバーターのようなトルク増幅機能は無い。これにより、シフトパターンには、拘束用のパーキングポジションが追加されている。
ロータリーエンジンのスムーズな回転による低振動と静粛性、さらに曲線を多用したデザインがこのバスの売りであったが、18.3kg-m/4000rpmというエンジンスペックに現れているとおり、高回転型の特性のうえ、燃費経済性においてもディーゼルエンジンには太刀打ちできず、販売は不振であった。総販売台数はわずか44台、2年間の生産のみで終わっている。
消防の通信車両として、広島県広島市や静岡県浜松市に導入されたが、現在は不明。

## 2代目 WVL型（1982-1997年）

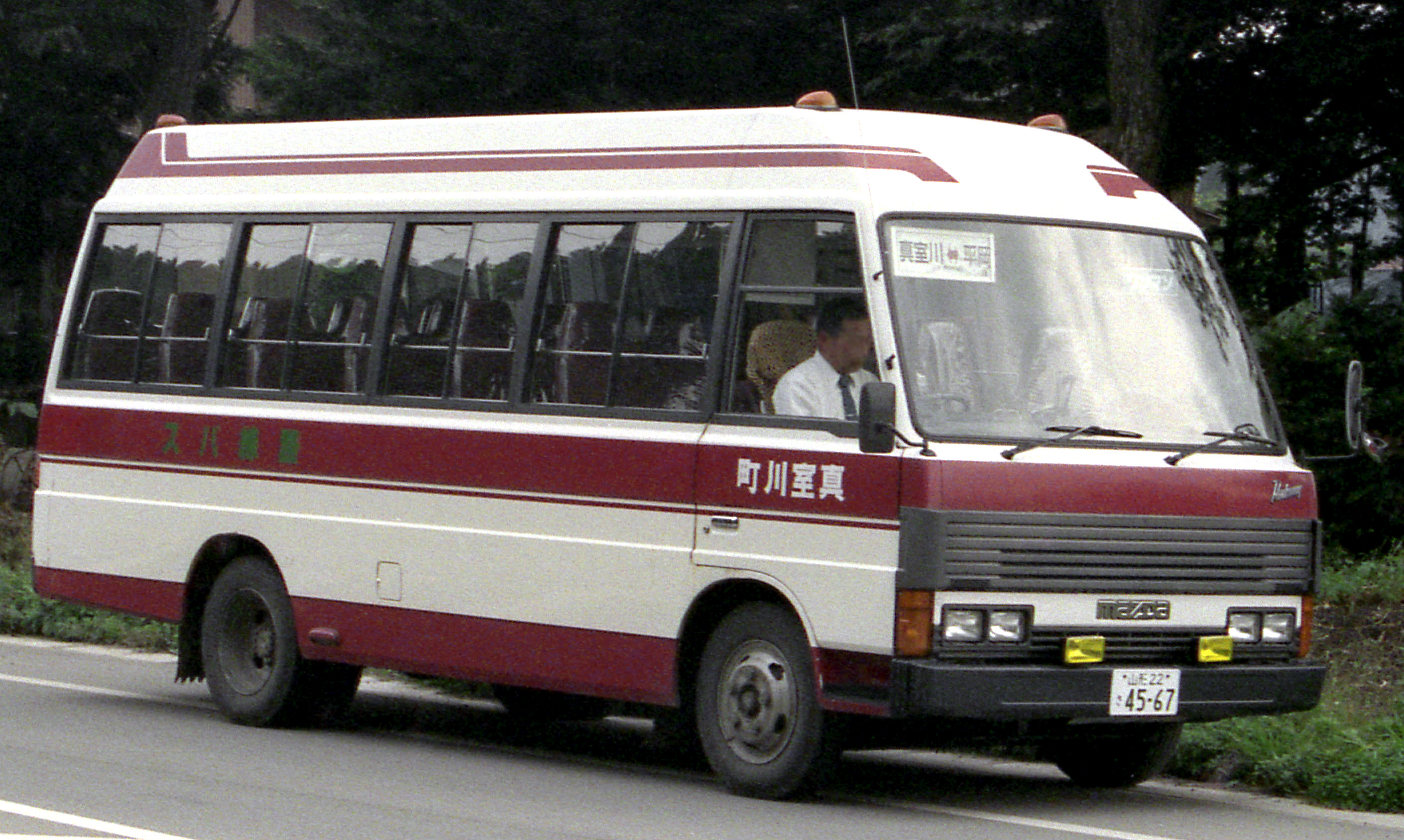
2代目パークウェイ
（真室川町営バス 1996年10月撮影）

- 1982年1月 - 登場。車名は単にパークウェイとなる。トラックのタイタンをそのままバスにしたようなデザインだった。また、タイタン同様副変速機の2ウェイシフトが設定され、助手席用ドアも装備された。テールランプはBDファミリア前期型ハッチバックからの流用である。エンジンはレシプロのHA型3000ccディーゼルのみ。初期型～中期型において、乗車定員25人乗りクラスのバスでは唯一、フロントガラスが部分強化ガラスであった（保安基準改正により、1987年のマイナーチェンジで合わせガラスへ変更される。）
- 1984年5月 - マイナーチェンジ。エンジンをSL型3500ccに変更し、昭和58年排出ガス規制に適合。
- 1987年 - マイナーチェンジ。タイタンに合わせてヘッドライトが角型4灯となる。
- 1990年 - 平成元年排ガス規制適合。
- 1995年 - 国内販売終了。海外向けの販売は継続。
- 1997年 - 海外向けの生産終了。OEMによる存続もなく、マツダはバスの販売から完全に撤退した。

このモデルは日本国外でもオセアニアを中心に販売され、マツダ・Tシリーズバスとして販売されていた。なお、1987年以降も海外向けはマイナーチェンジせず中期型のままで生産された。
インドのスワラジマツダ（現在のSMLいすゞ）ではこの型をベースとしたバスや救急車が、マツダとの関係が解消された後も独自生産されていた（2018年現在は不明）。